# Крапковице
Крапковице (пол. Krapkowice, нем. Krappitz) — город в Польше, входит в Опольское воеводство, Крапковицкий повет. Имеет статус городско-сельской гмины. Занимает площадь 20,91 км². Население — 18 298 человек (на 2004 год).

## Известные уроженцы
- Аугсбург, Натали — немецкая гандболистка.

## Галерея

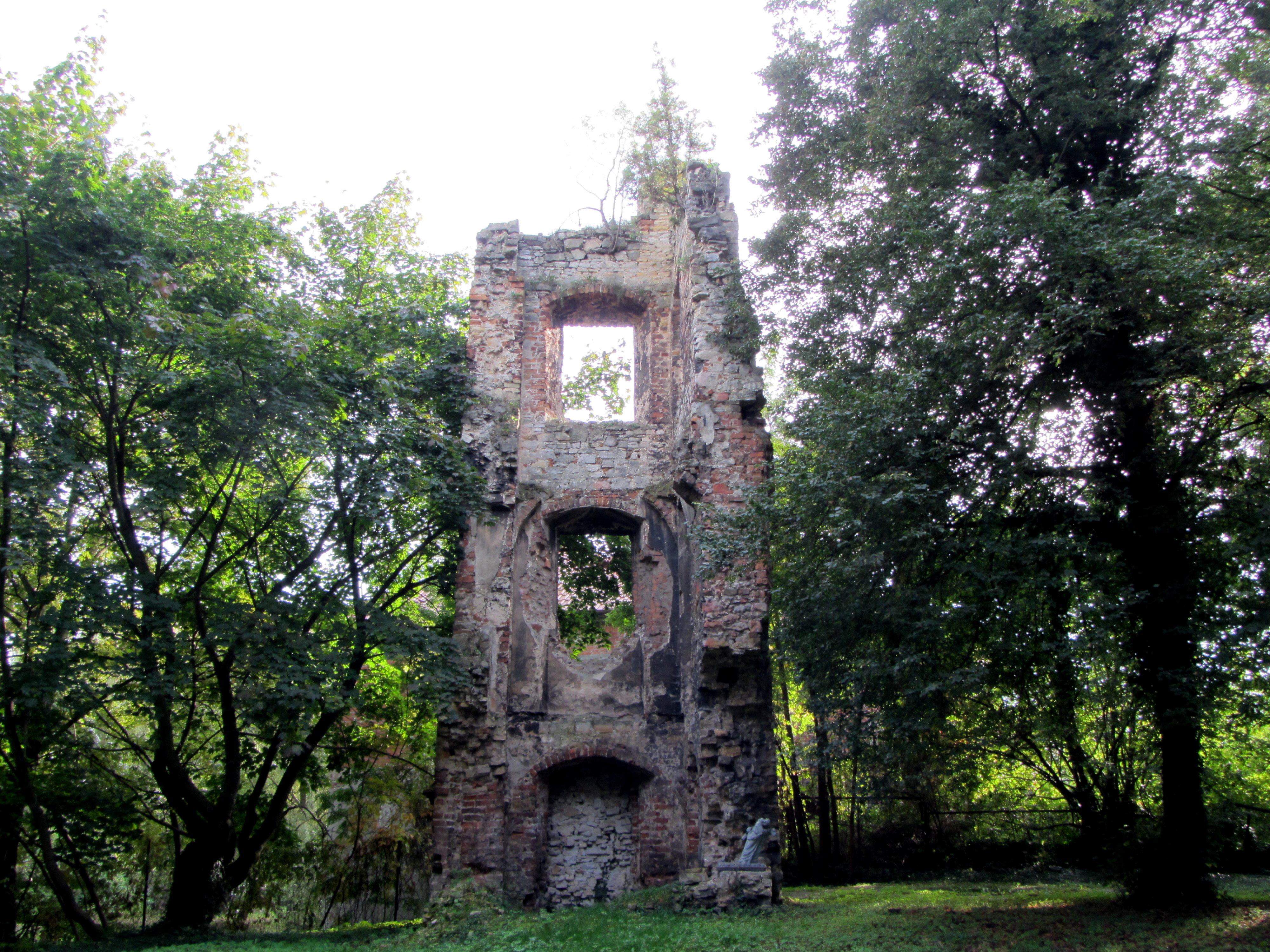
Руины замка
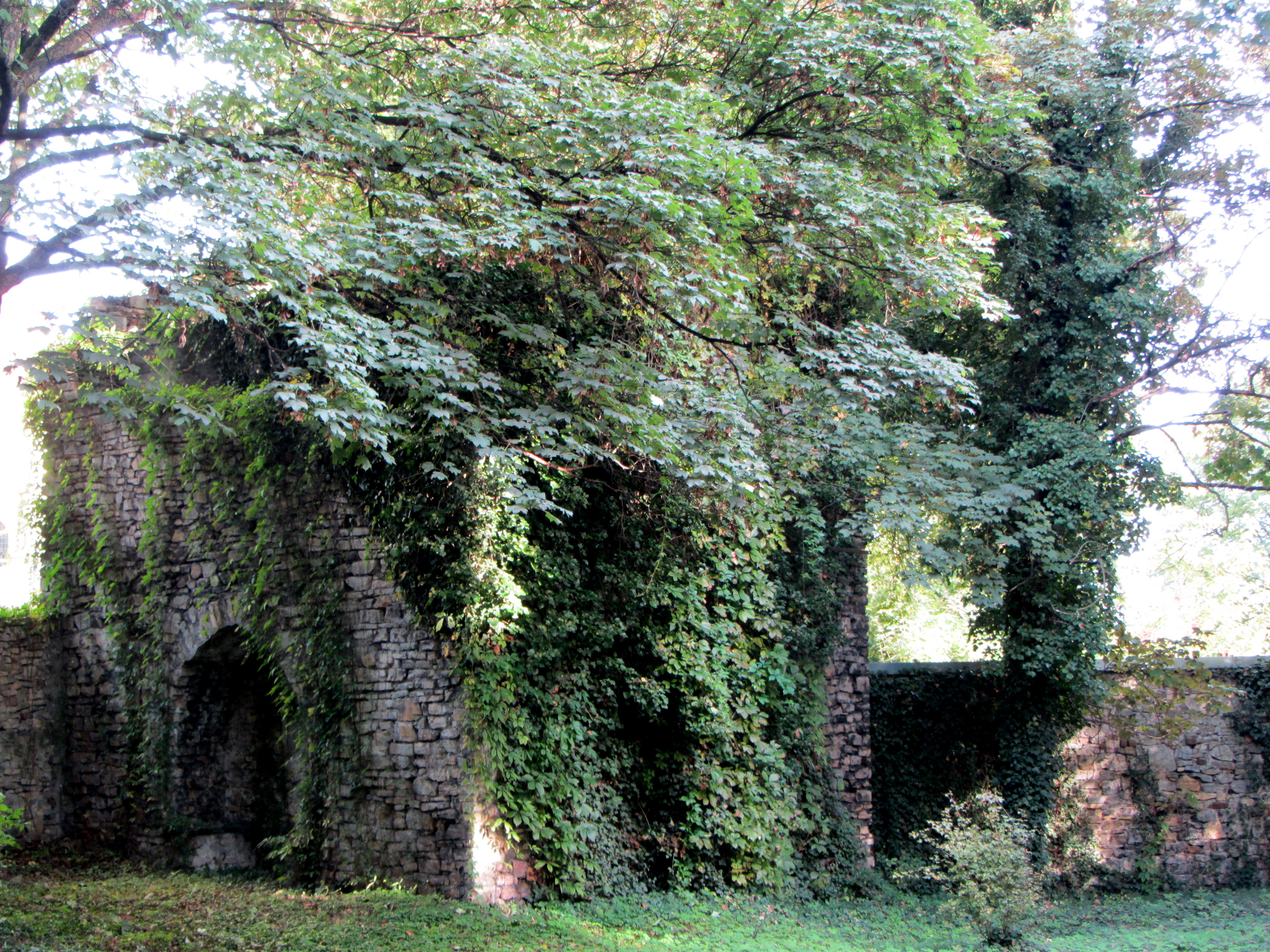
Руины замка
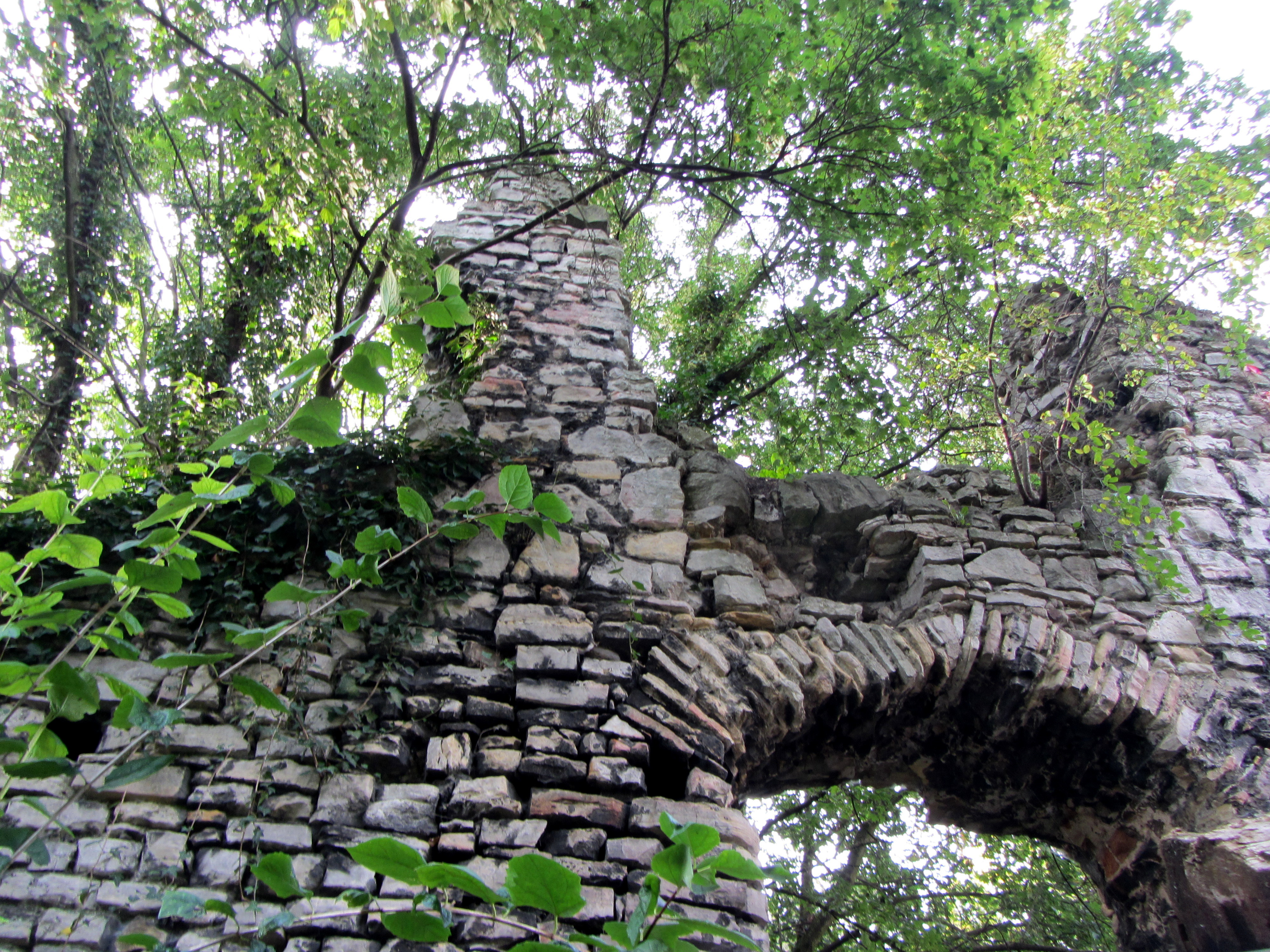
Руины замка
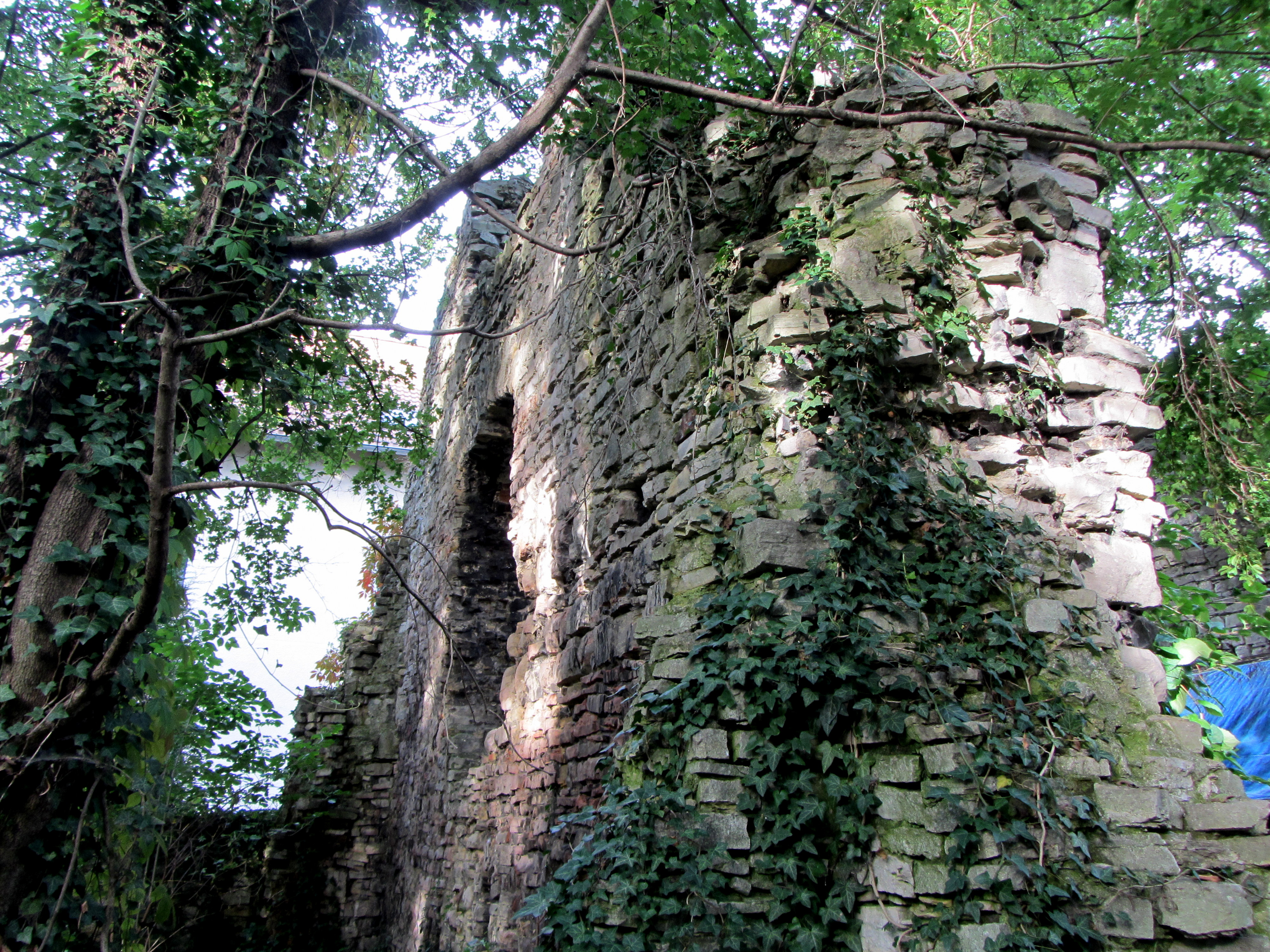
Руины замка
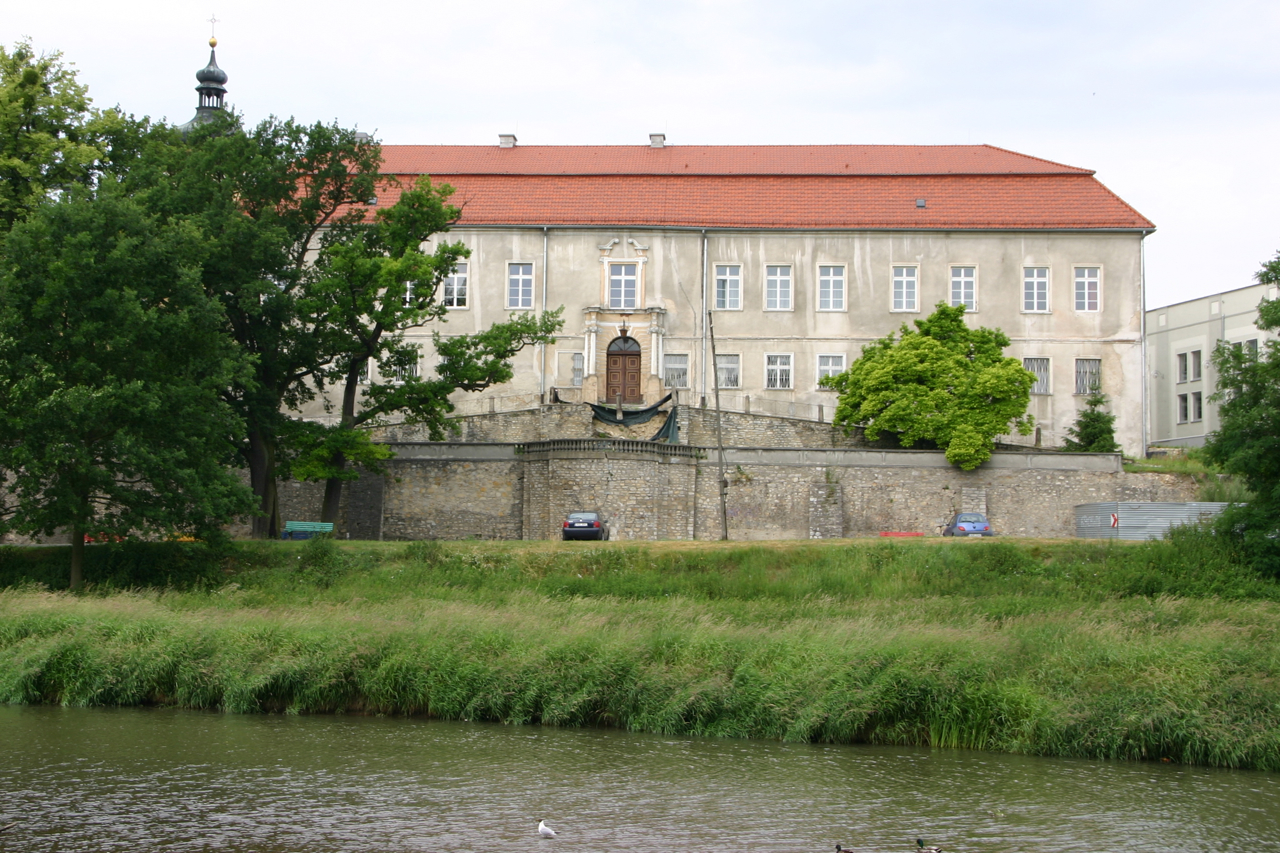
Краппицерский замок
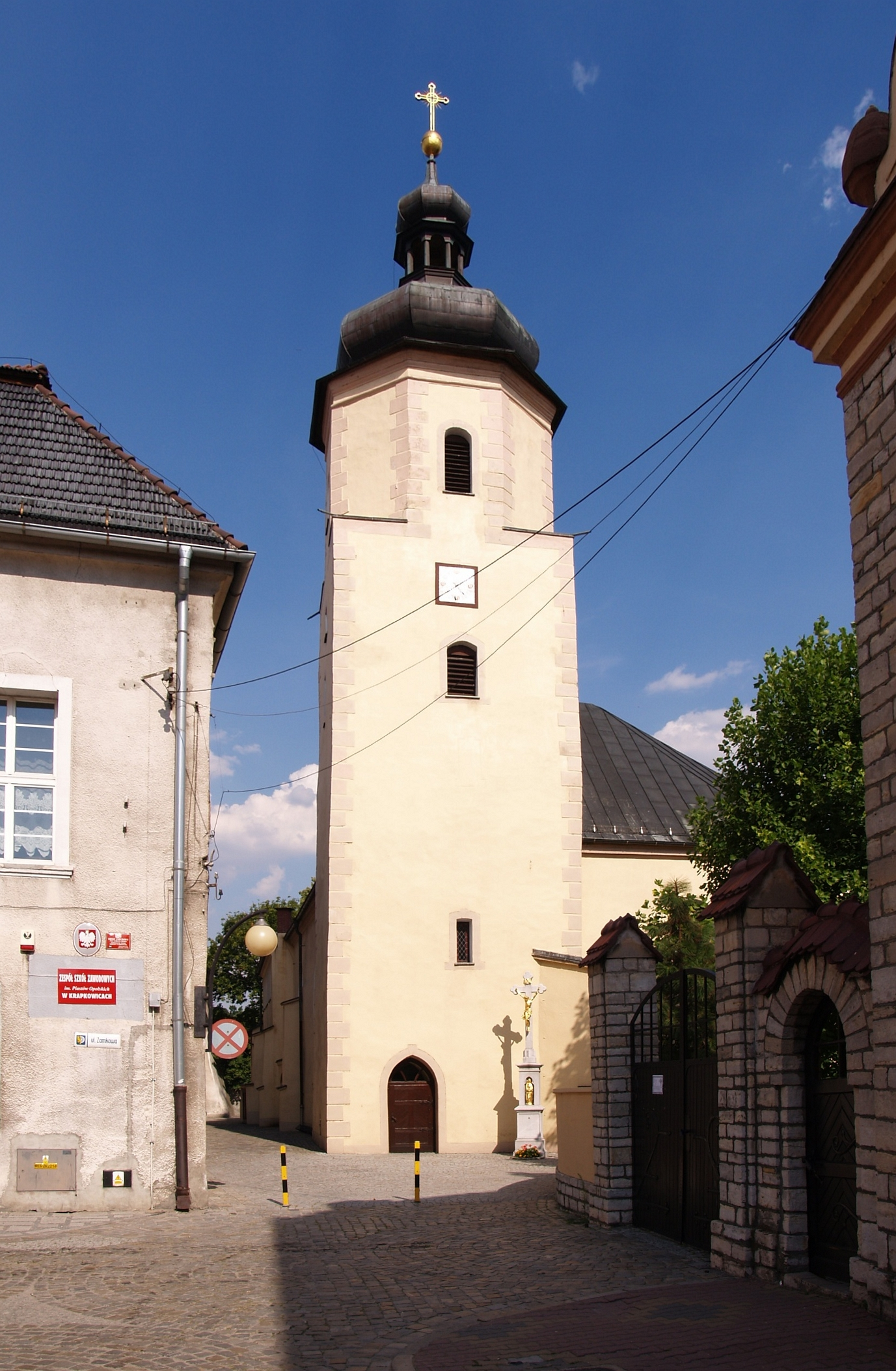
Самая старая часть церкви Св. Николая, XIV век
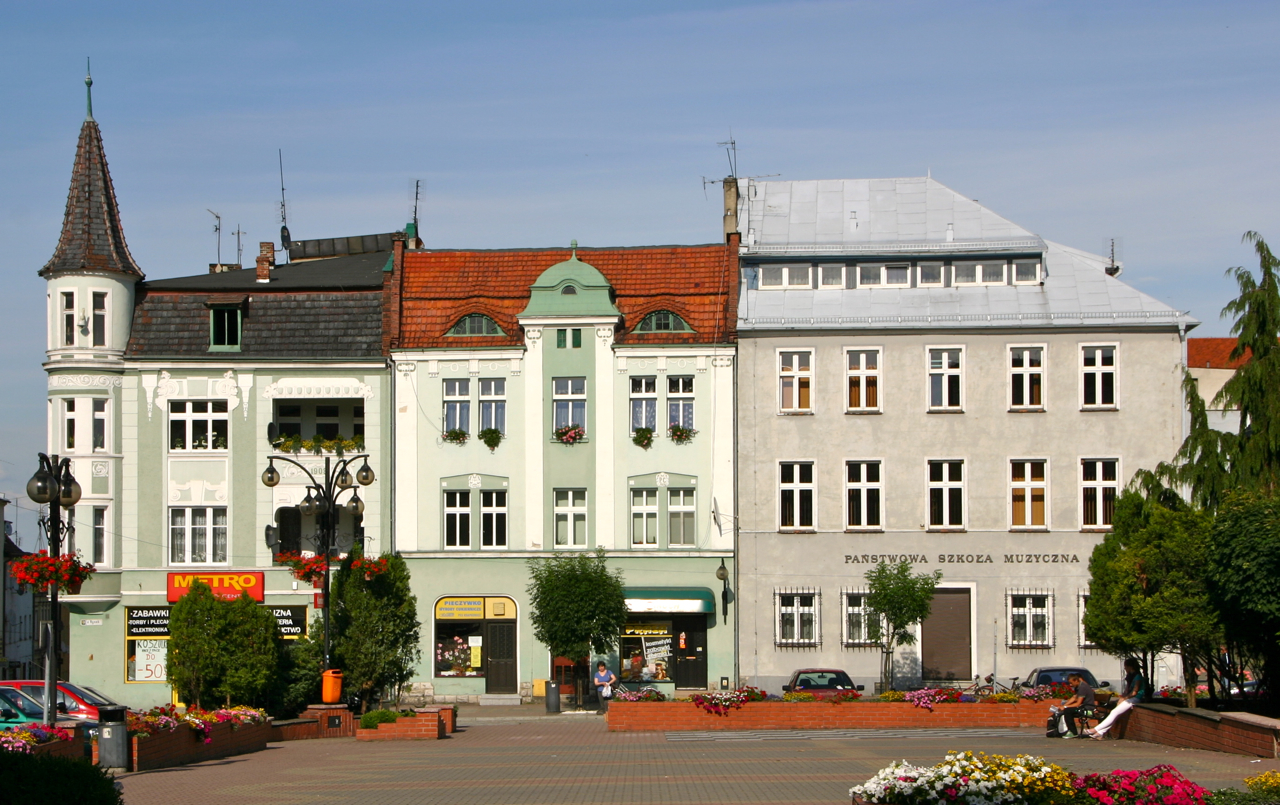
Дома
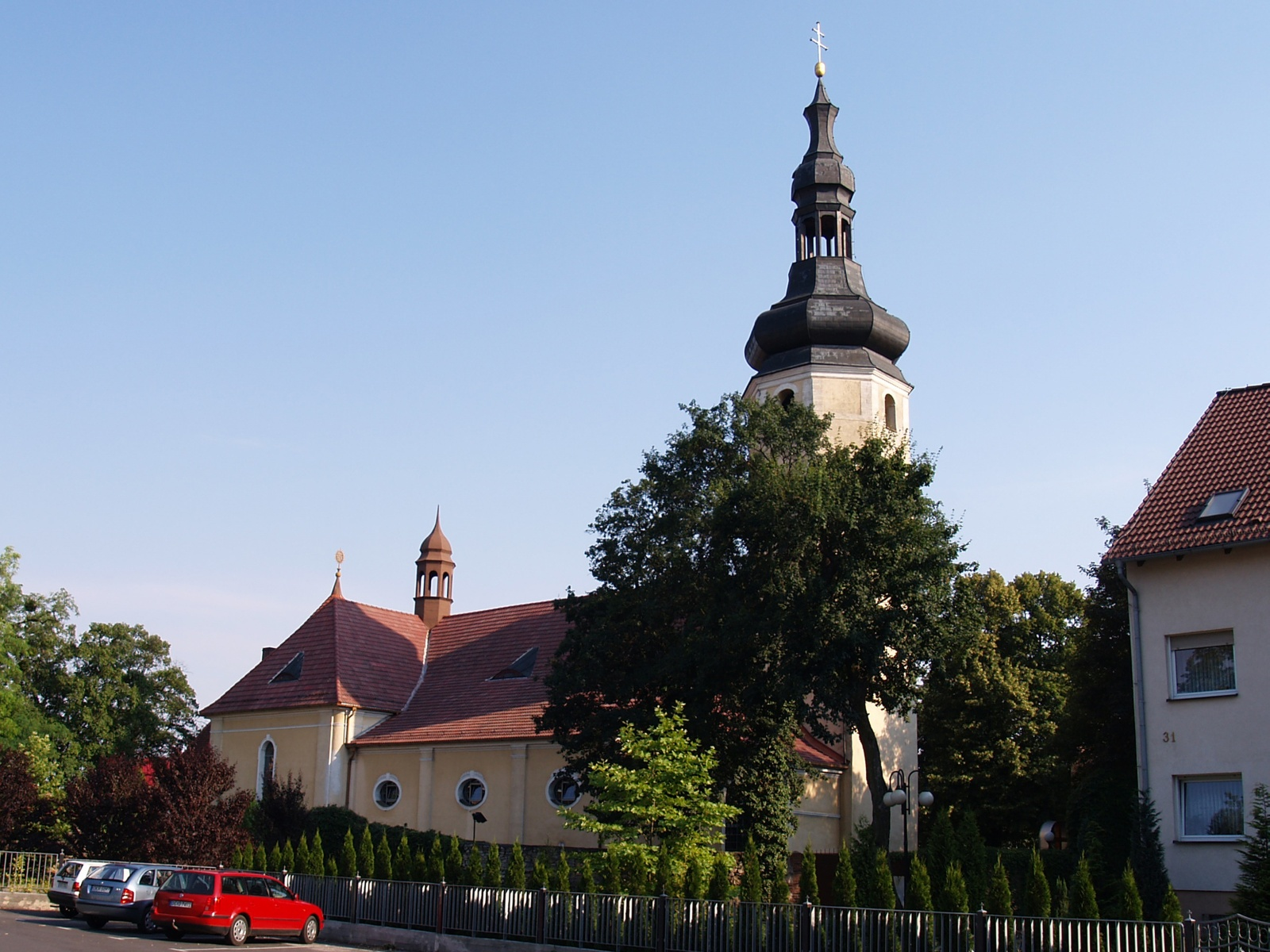
Церковь Успения